# Pasiphila sandycias
Pasiphila sandycias är en fjärilsart som först beskrevs av Edward Meyrick 1905.  Pasiphila sandycias ingår i släktet Pasiphila och familjen mätare. Inga underarter finns listade i Catalogue of Life.